# اسگبییاس د اسگبا
اسگبییاس د اسگبا (به اسپانیایی: Esguevillas de Esgueva) یک شهرستان در اسپانیا است که در استان وایادولید واقع شده‌است.